# Ctenanthe oppenheimiana
Ctenanthe oppenheimiana är en strimbladsväxtart som först beskrevs av Charles Jacques Édouard Morren, och fick sitt nu gällande namn av Karl Moritz Schumann. Ctenanthe oppenheimiana ingår i släktet Ctenanthe och familjen strimbladsväxter. Inga underarter finns listade.

## Bildgalleri

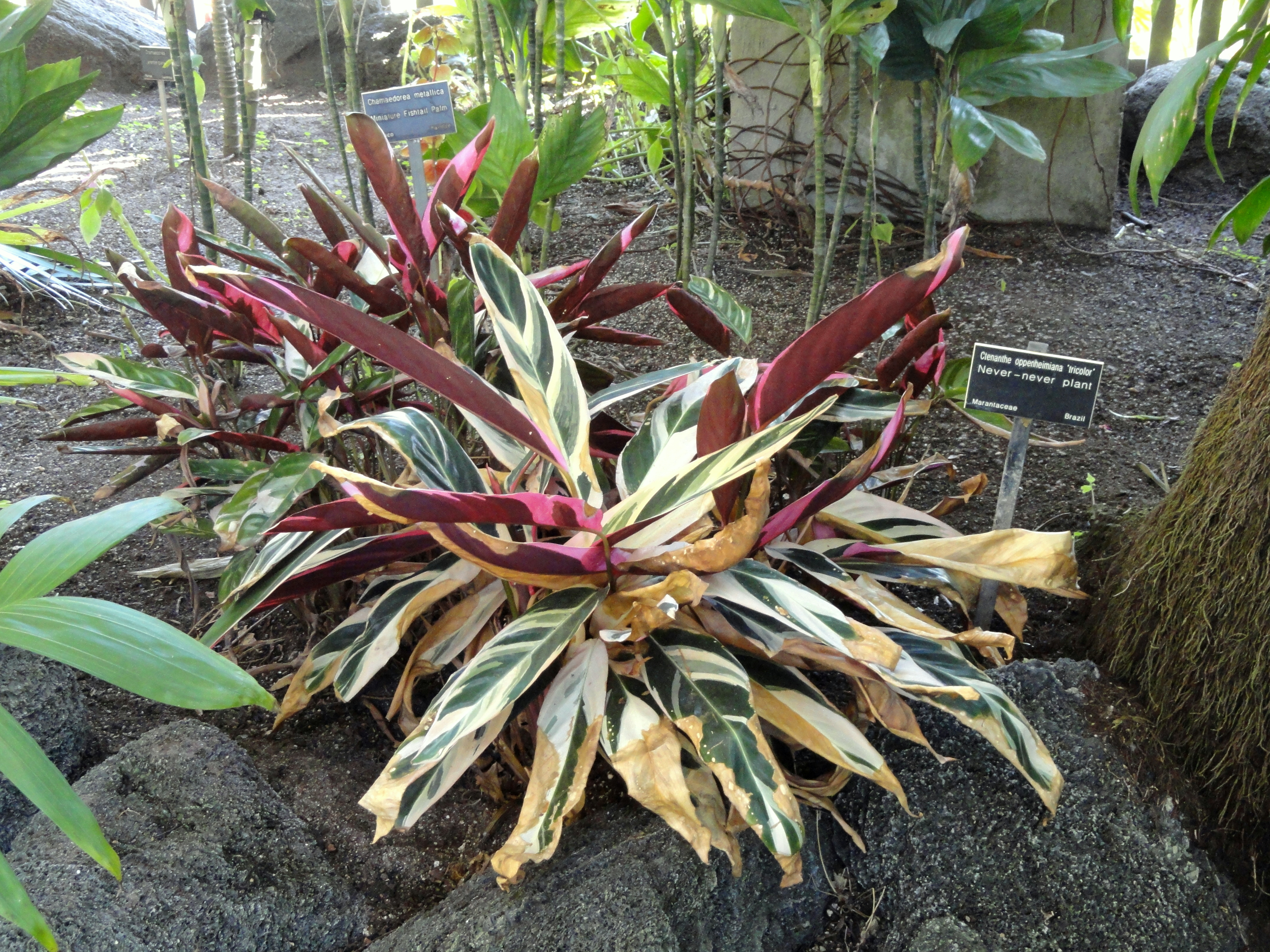
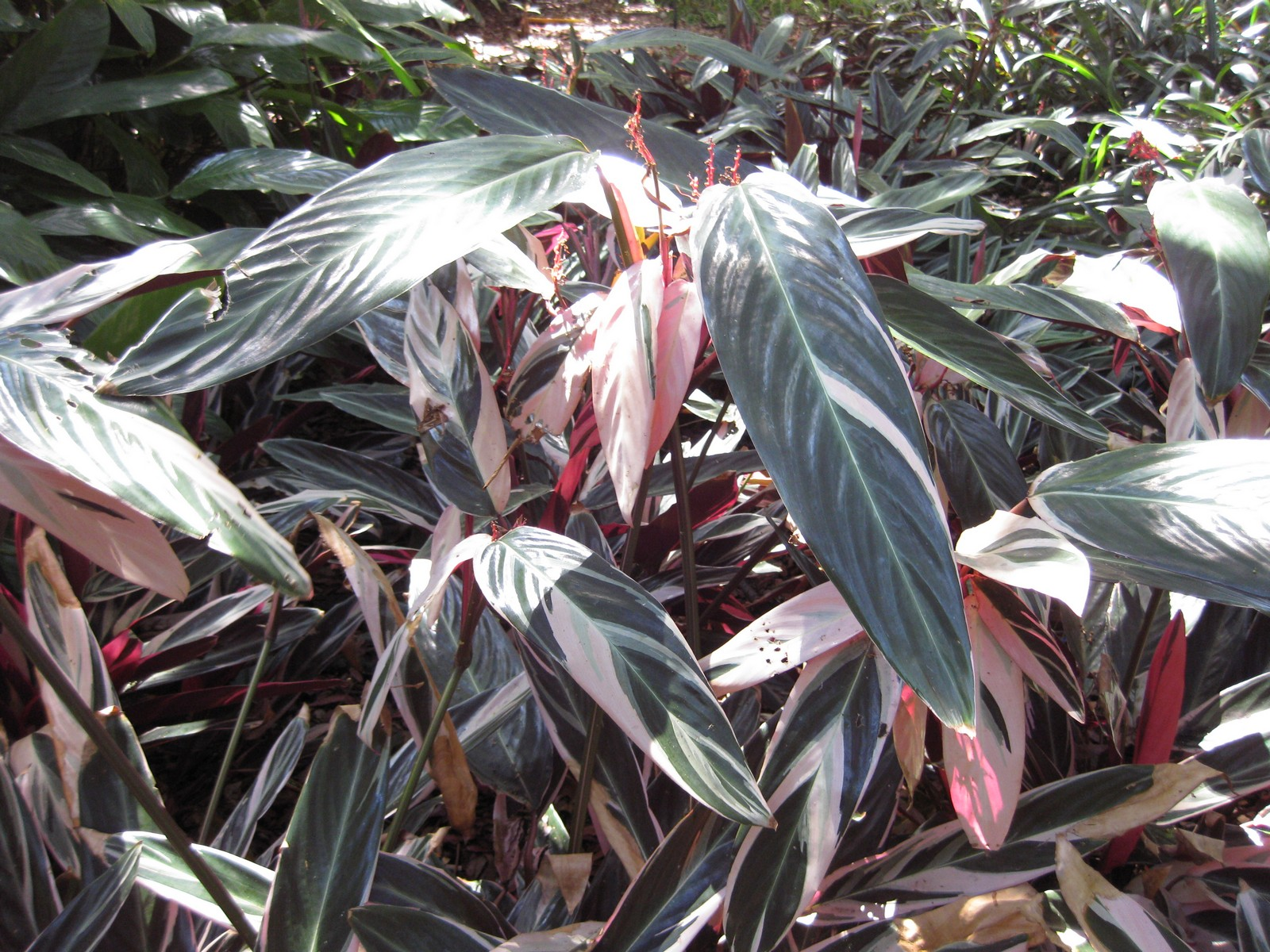
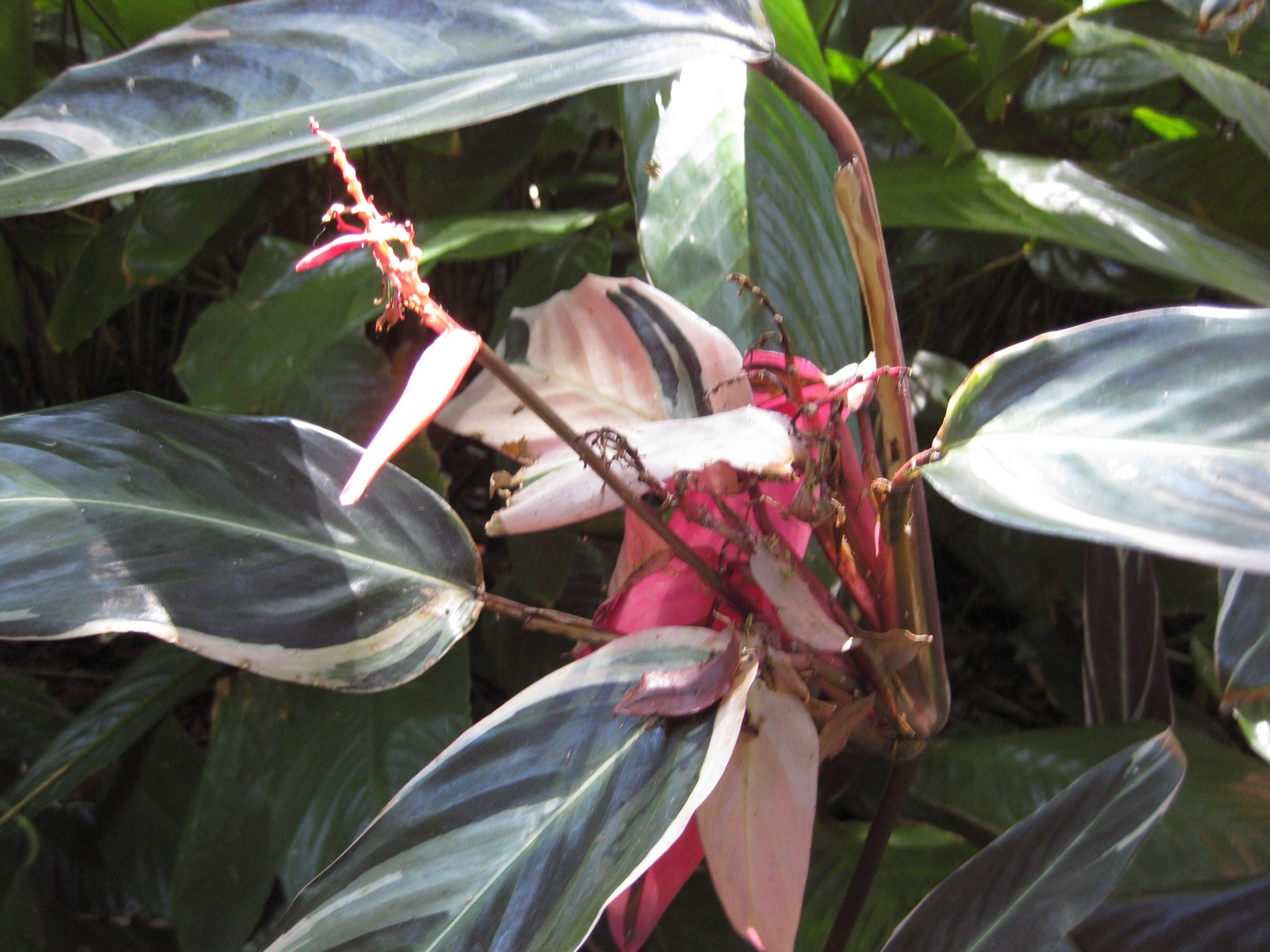
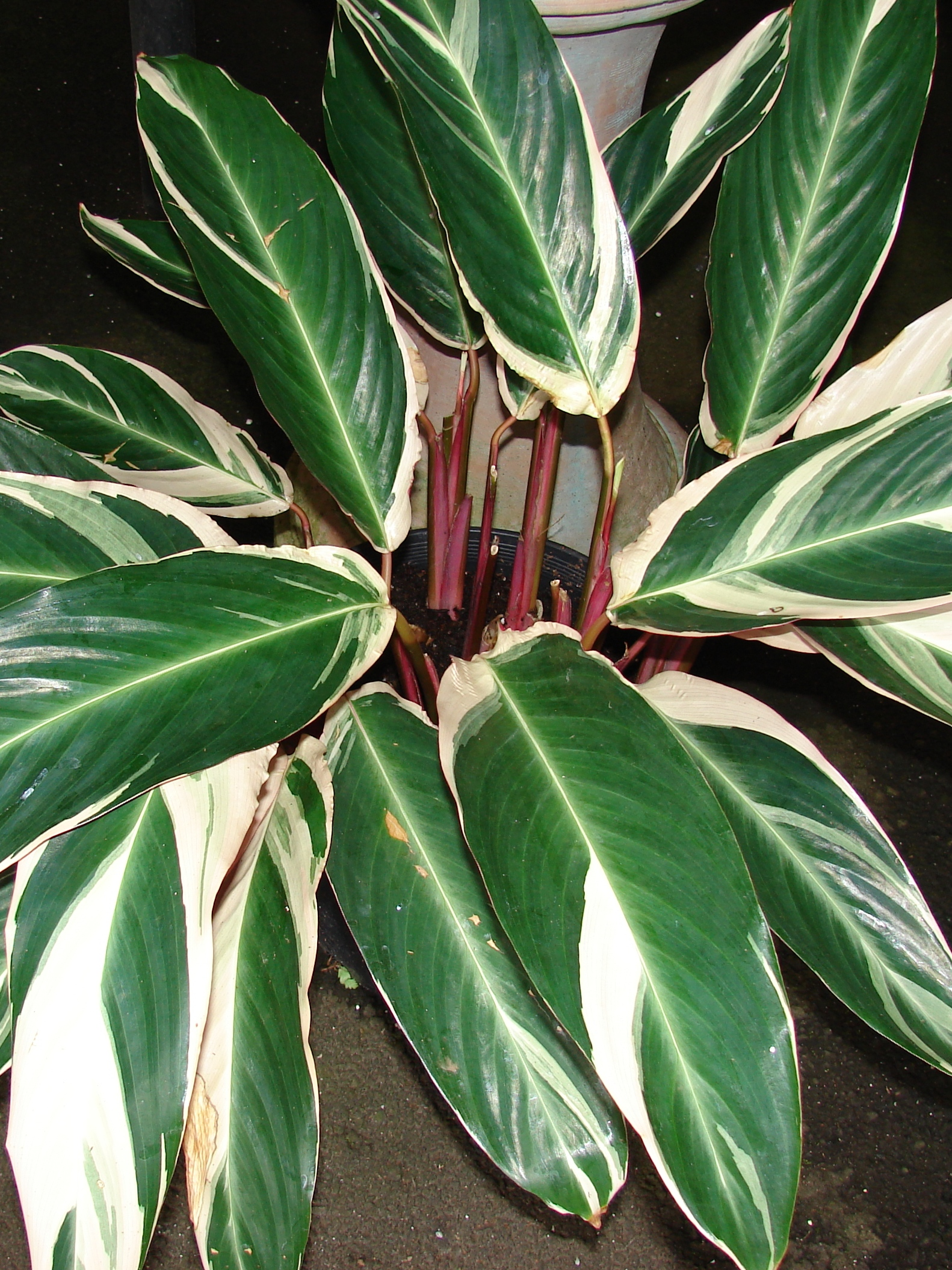